# Dragan Todorović
Dragan Todorović, cyr. Драган Тодоровић (ur. 25 stycznia 1953 w Gornjim Milanovacu) – serbski polityk, parlamentarzysta, minister i wicepremier, w latach 2008–2012 przewodniczący Serbskiej Partii Radykalnej.

## Życiorys
Po ukończeniu szkoły średniej technicznej pracował jako mechanik. Następnie prowadził własny warsztat, a w 1984 otworzył prywatną firmę transportową. W międzyczasie ukończył studia inżynierskie z zakresu organizacji pracy na Uniwersytecie w Belgradzie.
Od końca lat 80. bliski współpracownik Vojislava Šešelja. Razem z nim współtworzył Serbską Partię Radykalną. Z ramienia SRS zasiadał w parlamencie Federacyjnej Republiki Jugosławii oraz Serbii i Czarnogóry. Przez kilka kadencji do 2012 był posłem do serbskiego Zgromadzenia Narodowego. Od marca 1998 do listopada 1999 sprawował urząd wicepremiera oraz ministra transportu i łączności.
We wrześniu 2008 pełniący obowiązki przewodniczącego SRS Tomislav Nikolić (w zastępstwie sądzonego w Hadze Vojislava Šešelja) odszedł z ugrupowania wraz z grupą swoich zwolenników, deklarując poparcie dla integracji Serbii z Unią Europejską. Dragan Todorović został wyznaczony przez Vojislava Šešelja na nowego lidera radykałów. Funkcję tę pełnił do 2012. Wówczas po przegranych wyborach parlamentarnych został wykluczony z partii.